# Rhyssemus psammobiiformis
Rhyssemus psammobiiformis är en skalbaggsart som beskrevs av Rudolph Petrovitz 1963. Rhyssemus psammobiiformis ingår i släktet Rhyssemus och familjen Aphodiidae. Inga underarter finns listade i Catalogue of Life.